# Samuel Reshevsky
Samuel Herman Reshevsky (Ozorków, 26 november 1911 – Spring Valley (Californië), 4 april 1992) was een Amerikaanse schaakgrootmeester van Poolse afkomst.

## Leven en schaken

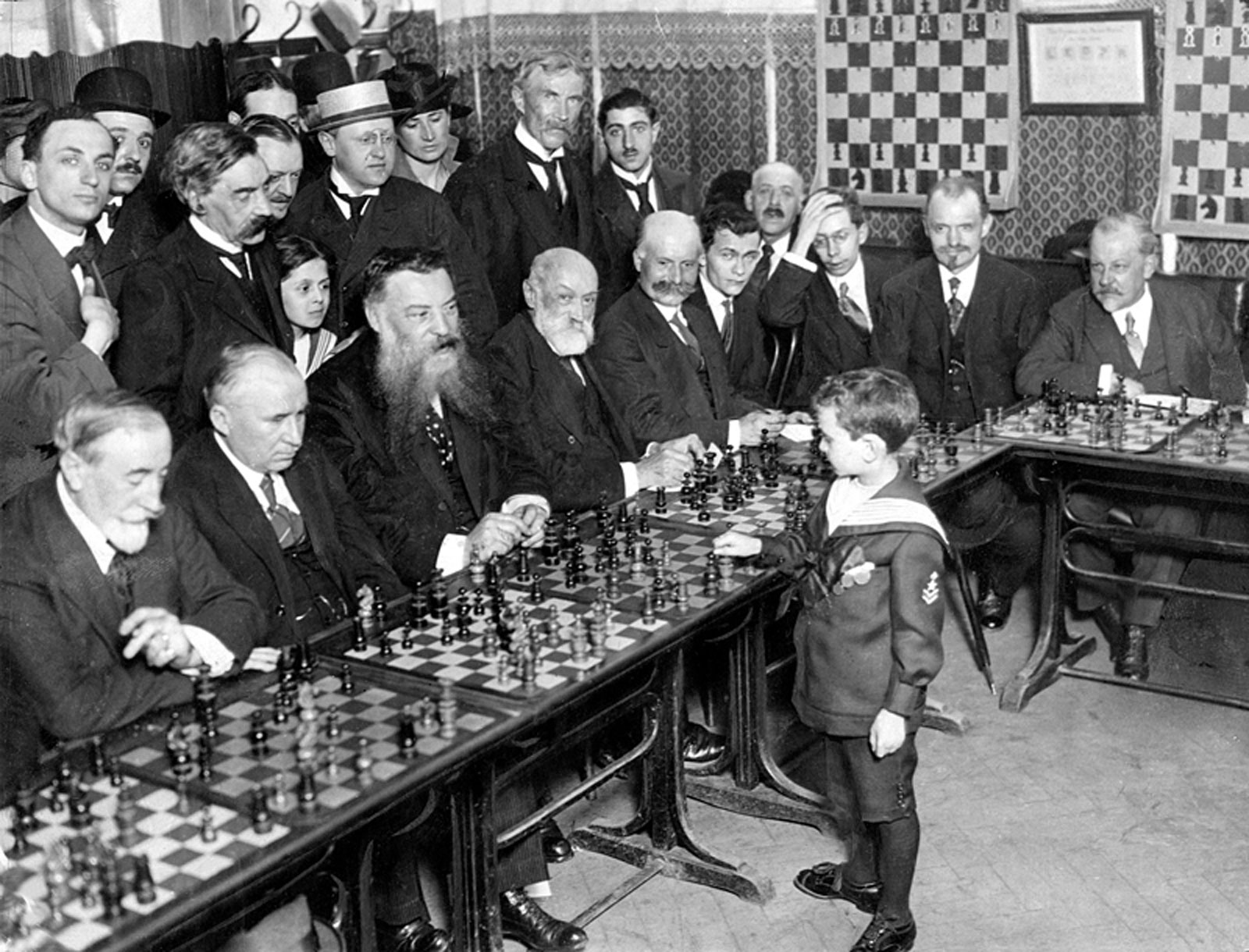
Simultaan schaakpresentatie

Reshevsky was een wonderkind. Hij leerde schaken op zijn vijfde en in 1920 veroorzaakte hij, acht jaar oud, een sensatie in Europa door in een simultaan-tournee tal van sterke spelers te verslaan. In datzelfde jaar emigreerde de familie naar Amerika en ook daar werd hij op slag een beroemdheid. In een reeks simultaans speelde hij 1500 partijen, waarvan hij er 8 verloor. Zijn ouders kregen echter problemen met de autoriteiten over leerplicht en kinderarbeid en in 1922 moest Reshevsky zijn loopbaan als wonderkind stoppen.
In 1933, na het voltooien van een bedrijfseconomische studie aan de Universiteit van Chicago, pakte Reshevsky het schaken weer op en bereikte al snel de wereldtop. In 1936 werd hij kampioen van de Verenigde Staten en ook in Europa boekte hij triomfen, bijvoorbeeld Margrate 1935 en Hastings 1937. In 1938 speelde hij mee in het prestigieuze AVRO-toernooi, waar hij 7 uit 14 scoorde. In 1938, 1940, 1942 en 1946 werd hij weer kampioen van de Verenigde Staten en in 1948 speelde hij mee in het toernooi om het wereldkampioenschap. Hij eindigde daarin als derde met 10½ uit 20.
In 1953 kwam hij nog een keer dicht bij het wereldkampioenschap door gedeeld tweede te worden in het kandidatentoernooi. Tot de opkomst van Bobby Fischer bleef Reshevsky de sterkste speler in Amerika. Ook daarna bleef hij tot op hoge leeftijd een geducht toernooispeler. Zo won hij in 1969 en 1971 nogmaals het kampioenschap van de Verenigde Staten. In 1984 (73 jaar oud) won hij nog (gedeeld) een sterk bezet open toernooi in Reykjavik.
Reshevsky had niet veel op met openingstheorie. Zijn kracht lag in het middenspel. Hij trok meestal veel tijd uit om een positie te doorgronden om vervolgens in razende tijdnood sterke zetten te doen. Als orthodoxe jood weigerde hij op sjabbat te spelen. Reshevsky was geen beroepsschaker, voor zijn levensonderhoud werkte hij als boekhouder.
Zijn naam leeft voort in de Reshevsky-variant van de schaakopening Nimzo-Indisch:
1.d4 Pf6 2.c4 e6 3.Pc3 Lb4 4.e3 0-0 5.Pge2
| 8 | rd                | nd | bd | qd |    | rd | kd |    |
| 7 | pd                | pd | pd | pd |    | pd | pd | pd |
| 6 |                   |    |    |    | pd | nd |    |    |
| 5 |                   |    |    |    |    |    |    |    |
| 4 |                   | bd | pl | pl |    |    |    |    |
| 3 |                   |    | nl |    | pl |    |    |    |
| 2 | pl                | pl |    |    | nl | pl | pl | pl |
| 1 | rl                |    | bl | ql | kl | bl |    | rl |
|   | a                 | b  | c  | d  | e  | f  | g  | h  |
|   | Reshevsky-variant |    |    |    |    |    |    |    |

## Publicatie
- Samuel Reshevsky: Zo schaakt Reshevsky. (Vert. uit het Engels door C.B. van den Berg). Lochem, Uitg. De Tijdstroom, 1950.